# Короткохвостые якамары
Короткохвостые якамары (лат. Galbalcyrhynchus) — род птиц семейства якамаровых (дятлообразные). Небольшие насекомоядные птицы с крепким клювом, позволяющим охотиться на насекомых, скрывающихся в щелях и трещинах деревьев, имеют коричневую окраску, длину тела 18-21 см, массу 44-50 г. Обитают в Южной Америке, а именно Амазонии.

## Классификация
По данным базы Международного союза орнитологов в составе рода Galbalcyrhynchus выделяют 2 вида:
- Galbalcyrhynchus leucotis Des Murs, 1845 — Короткохвостая якамара
- Galbalcyrhynchus purusianus Goeldi, 1904

## Распространение
Оба вида данного рода встречаются в Амазонии.